# Turzyca cienista
Turzyca cienista (Carex umbrosa Host) – gatunek byliny z rodziny ciborowatych. 

## Rozmieszczenie geograficzne
Występuje od Hiszpanii na zachodzie po Japonię na wschodzie. W Polsce rośnie głównie w południowej części nizin i w pasie wyżyn.

## Morfologia

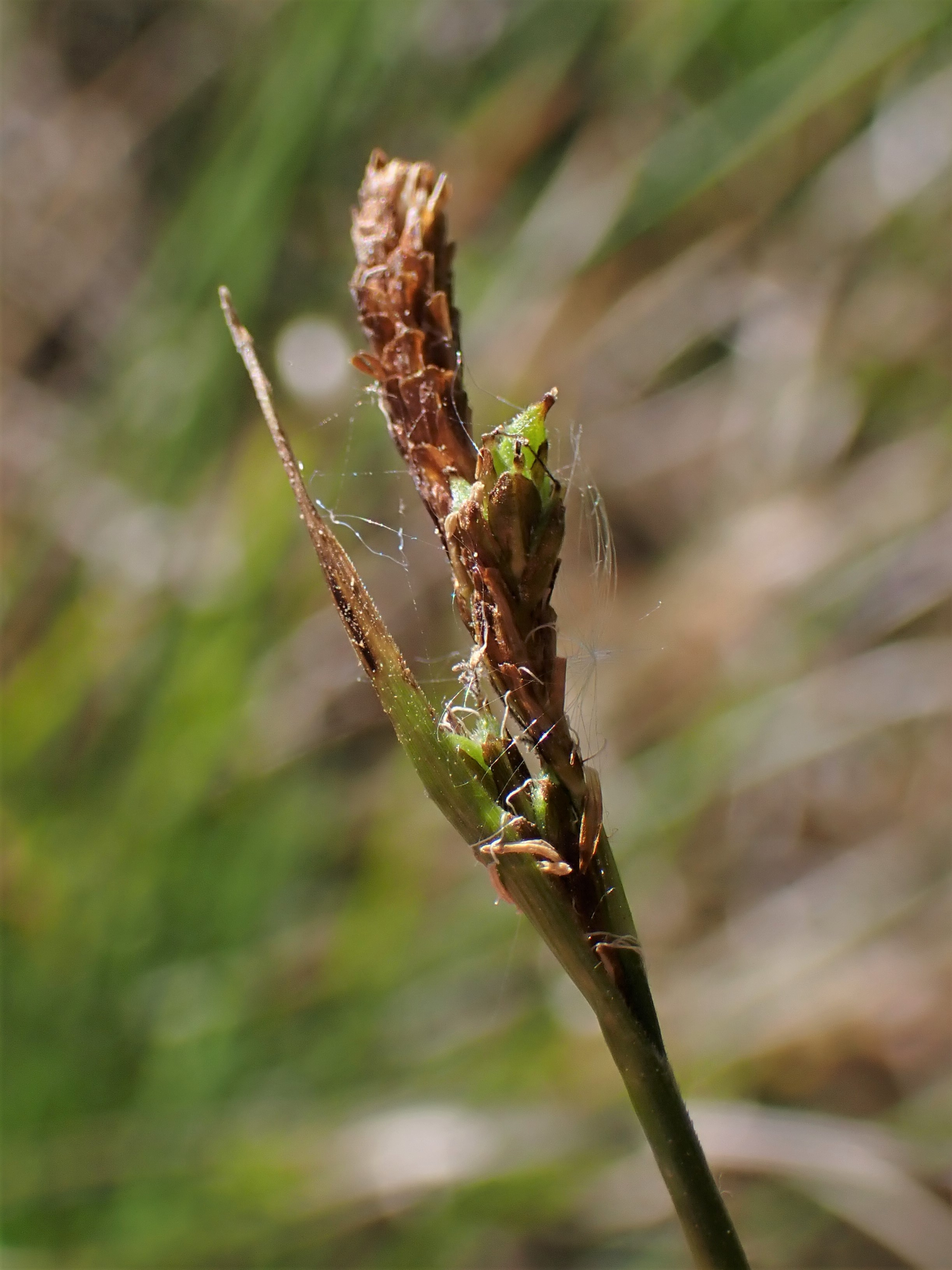
Kwiatostan

PokrójRoślina trwała, wysokości 30–45 cm, gęstodarniowa.
ŁodygaWzniesiona lub łukowato zgięta, u nasady ulistniona, tępo trójkanciasta, szorstka.
LiścieNajniższe pochwy liściowe czarnobrązowe, postrzępione włóknisto. Blaszki liściowe na brzegach ostre, szorstkie, płaskie, 2 mm szerokości, pod koniec dłuższe od łodygi.
KwiatyKwiatostan do 3 mm długości, składający się z 2-4 siedzących, wzniesionych kłosów. Najniższa podsadka częściowo liściowata, pozostałe zawsze zredukowane do łusek. Górny kłos tylko z kwiatami męskimi, pozostałe z żeńskimi. Przysadki czerwonobrązowe, z zielonym wystającym grzbietem. Pęcherzyki dłuższe od przysadek, zielone, z krótkim dzióbkiem, owłosione. Słupek o 3 znamionach. Kwitnie od kwietnia do czerwca.
OwoceOrzeszek trójkanciasty.

## Biologia i ekologia
Bylina, hemikryptofit. Siedliskiem są lasy liściaste i górskie murawy. Kwitnie w kwietniu i maju. Gatunek charakterystyczny związku Carpinion betuli i grądu środkowoeuropejskiego Galio sylvatici-Carpinetum betuli.

## Zmienność
Gatunek zróżnicowany na cztery podgatunki:
- Carex umbrosa subsp. huetiana (Boiss.) Soó – występuje w Pirenejach, na Półwyspie Bałkańskim, w Turcji i Kaukazie
- Carex umbrosa subsp. pseudosabynensis T.V.Egorova – rośnie na rosyjskim Dalekim wschodzie, w Mongolii, Korei i Japonii
- Carex umbrosa subsp. sabynensis (Less. ex Kunth) Kük. – występuje w Kaukazie, Rosji, Mongolii, Korei i Japonii
- Carex umbrosa subsp. umbrosa – rośnie w Europie

## Zagrożenia i ochrona
Gatunek umieszczony na Czerwonej liście roślin i grzybów Polski (2006) w kategorii zagrożenia R (rzadki - potencjalnie zagrożony). W wydaniu z 2016 roku otrzymał kategorię NT (bliski zagrożenia).